# Trilhas - Música para Cinema e Dança
| Críticas profissionais | Críticas profissionais |
| Avaliações da crítica  | Avaliações da crítica  |
| Fonte                  | Avaliação              |
| ---------------------- | ---------------------- |
| Território da Música   | [ 1 ]                  |

Trilhas - Música para Cinema e Dança, também conhecido simplesmente por Trilhas, é um CD do cantor e compositor maranhense Zeca Baleiro.
O álbum é uma coletânea das trilhas que o músico compôs para cinema e espetáculos de dança, ao longo dos seus 13 anos de carreira.

## Faixas
Todas as faixas foram compostas por Zeca Baleiro, exceto onde indicado
| N.º | Título                                  | Compositor(es)    | Info                                | Duração |  |
| 1.  | "Carmo"                                 |                   | do filme “Carmo”, de Murilo Pasta   | 4:07    |  |
| 2.  | "Cunhataiporã"                          | Geraldo Espíndola | do filme “Carmo”, de Murilo Pasta   | 2:52    |  |
| 3.  | "Turbinada"                             |                   | do espetáculo Geraldas e Avencas    | 3:12    |  |
| 4.  | "Xote do Edifício"                      |                   |                                     | 4:26    |  |
| 5.  | "Dez Passos"                            |                   |                                     | 2:38    |  |
| 6.  | "Roxinha (part. especial: Rosi Campos)" |                   | do espetáculo “Mãe Gentil”, de 2000 | 3:12    |  |
| 7.  | "Baile dos Anões"                       |                   | do espetáculo Cubo                  | 3:25    |  |
| 8.  | "Quem Samba Não Chora"                  |                   | do espetáculo Geraldas e Avencas    | 4:12    |  |
| 9.  | "Flores Para os Mortos (Opus 3)"        |                   | do filme “Flores Para os Mortos”    | 3:46    |  |
| 10. | "Samba do Balacobaco"                   |                   | do espetáculo Cubo                  | 3:17    |  |
| 11. | "Nome de Amor"                          |                   |                                     | 3:56    |  |
| 12. | "Três Espadas"                          |                   |                                     | 4:21    |  |